# Meiwasunpia Open Niigata ITF Women's Tennis Circuit 2011
Il Meiwasunpia Open Niigata ITF Women's Tennis Circuit 2011 è stato un torneo di tennis facente parte della categoria ITF Women's Circuit nell'ambito dell'ITF Women's Circuit 2011. Il torneo si è giocato a Niigata in Giappone dal 23 al 29 maggio 2011 su campi in cemento e aveva un montepremi di $25,000.

## Vincitori

### Singolare
Erika Sema ha battuto in finale  Sachie Ishizu con il punteggio di 7–6(5), 6–4

### Doppio
Natsumi Hamamura /  Erika Sema hanno battuto in finale  Akari Inoue /  Ayumi Oka con il punteggio di 6–1, 6–2